# Emma Pierson
Emma Pierson (Plymouth, 30 april 1981) is een Brits actrice.
Ze is het meest bekend voor haar rol van Anna Thornton-Wilton in de serie Hotel Babylon, die ook in Nederland en Vlaanderen te zien is. Ze speelde ook een gastrol in een episode van Coupling.

## Filmografie

### Film
| Jaar | Film                                   | Rol              |
| ---- | -------------------------------------- | ---------------- |
| 2006 | The Lives of the Saints                | Tina             |
| 2005 | Riot at the Rite                       | Romola           |
| 2005 | Bloodlines                             | Justine Hopkin   |
| 2005 | Angell's Hell                          | Flo              |
| 2004 | The Legend of the Tamworth Two         | Jenny West       |
| 2003 | Uncle Douglas                          | Sarah Tomkinson  |
| 2002 | The Project aka: Les Années Tony Blair | Juliette         |
| 2002 | I Saw You                              | Zoë              |
| 2002 | Stranded                               | Sarah Robinson   |
| 2001 | Dumping Elaine                         | Waitress         |
| 1999 | Guest House Paradiso                   | Saucy Wood Nymph |
| 1999 | Virtual Sexuality                      | Fiona            |

### Televisie
| Jaar   | Show                                  | Rol                  |
| ------ | ------------------------------------- | -------------------- |
| 2008   | Little Dorrit                         | Fanny Dorrit         |
| 2007   | Who Gets the Dog                      | Tara                 |
| 2007   | Talk To Me                            | Ally                 |
| 2006-9 | Hotel Babylon                         | Anna Thornton-Wilton |
| 2006   | Morning Glory                         | Zichzelf             |
| 2005   | The Brief                             | Kelly Byrne          |
| 2005   | Twisted Tales                         | Jane                 |
| 2004   | The Last Chancers                     | Kirby                |
| 2004   | The Worst Week of My Life             | Sophie Cook          |
| 2003   | Charles II: The Power and The Passion | Nell Gwynn           |
| 2003   | My Hero                               | Dr. Chelsea          |
| 2003   | A Touch of Frost                      | Alice Thompson       |
| 2002   | Time Gentlemen Please                 | Connie               |
| 2002   | Coupling                              | Jennifer             |
| 2001   | Bedtime                               | Sapphire             |
| 2001   | Absolutely Fabulous                   | Kasha                |
| 2001   | Armstrong and Miller                  | ?                    |
| 2000   | Beast                                 | Jade                 |
| 1999   | Grange Hill                           | Becky Radcliffe      |
| 1999   | Days Like These                       | Jackie Burget        |